# Witold Mańczak
Witold Mańczak (ur. 12 sierpnia 1924 w Sosnowcu, zm. 12 stycznia 2016 w Krakowie) – polski językoznawca, znawca języków romańskich i indoeuropejskich, profesor Uniwersytetu Jagiellońskiego, członek krajowy Polskiej Akademii Umiejętności.

## Edukacja i kariera naukowa
- 1945 Matura w Sosnowcu
- 1947 Absolwent Akademii Handlowej
- 1948 Magister filologii romańskiej na Uniwersytecie Jagiellońskim
- 1950 Doktor nauk humanistycznych
- 1954 Zastępca profesora na romanistyce UJ
- 1957 Docent
- 1971 Profesor nadzwyczajny
- 1982 Profesor zwyczajny
- 1994 Professor emeritus

## Pełnione funkcje
- 1954–1958 Sekretarz Polskiego Towarzystwa Językoznawczego
- 1967–1972 Sekretarz Polskiego Towarzystwa Popierania Współpracy Naukowej z Francją
- 1970–1974 Dyrektor Instytutu Filologii Romańskiej UJ

## Praca naukowa
Witold Mańczak jest autorem 960 publikacji naukowych, w tym 23 książek.

### Ważniejsze dokonania naukowe
W zakresie językoznawstwa ogólnego podejmował następujące zagadnienia:
- kryterium prawdy w językoznawstwie – zdaniem Mańczaka „kryterium prawdy” w językoznawstwie (i w wielu naukach humanistycznych) opiera się na subiektywnych przesłankach (np. na autorytecie badacza), a nie jest ono kontrolowane za pomocą obiektywnych przesłanek (np. metod statystycznych czy matematycznych); sam autor formułuje własne tezy lub kontroluje hipotezy innych uczonych, wykorzystując metody statystyczne, przejęte z nauk ścisłych;
- istota nazw własnych – według definicji W. Mańczaka nazwy własne nie są przekładalne na inny język (np. pol. Warszawa – niem. Warschau, fr. Varsovie, ang. Warsaw itp. są adaptacjami fonetycznymi tego wyrazu), podczas gdy nazwy pospolite są bez problemu tłumaczone (pol. miasto przekłada się jako niem. Stadt, fr. ville i ang. town). Mańczak uważa, że rozpowszechniona definicja, iż nazwy własne mają charakter indywidualny i odnoszą się do pojedynczych desygnatów, a nazwy pospolite odnoszą się do wielu desygnatów jest całkowicie nieadekwatna. Imię Witold nosi wielu ludzi, podobnie dzieje się z nazwiskami (np. nazwiska Li, Nowak, Lopez, Smith odznaczają tysiące, a nawet miliony ludzi).
- istota pokrewieństwa językowego – Mańczak zaprzecza rozpowszechnionej tezie, że „pokrewieństwo językowe przejawia się nie w słowniku, lecz w gramatyce”, i formułuje prawo, iż o stopniu pokrewieństwa językowego decydują zbieżności słownikowe, a nie zbieżności fonetyczne czy fleksyjne;
- prawa rozwoju analogicznego – autor zaprzecza prawom rozwoju analogicznego sformułowanym przez Jerzego Kuryłowicza i formułuje własne prawa, opierając się na danych statystycznych;
- nieregularny rozwój fonetyczny spowodowany frekwencją – Mańczak uważa, że nieregularny rozwój fonetyczny spowodowany frekwencją to trzeci obok regularnego rozwoju fonetycznego i rozwoju analogicznego czynnik decydujący o formie słowa;
- wartość statystyki w badaniach językoznawczych – prawidłowe są tylko te hipotezy i prawa językowe, które dają się zweryfikować na bazie metody statystycznej i matematycznej. Przykładowo, nie jest prawidłowa, w opinii Mańczaka, teza Matteo Bartoliego o archaizmach peryferycznych (sformułowana w roku 1925), głosząca, że innowacje powstają w centrum, a archaizmy utrzymują na peryferii, gdyż przeczą temu liczby i ścisłe obliczenia dokonane na bazie słownikowej.

Oprócz prac z zakresu językoznawstwa ogólnego opublikował ważne publikacje z językoznawstwa indoeuropejskiego, romanistyki, germanistyki, bałtystyki i slawistyki. Zajmował się genezą ludów indoeuropejskich, w tym także pochodzeniem narodów romańskich, germańskich i słowiańskich. Opublikował liczne prace, w których przedstawił swoje argumenty na rzecz autochtonicznej etnogenezy Słowian.
Jak przyznawał sam Mańczak, największy wpływ na niego pod względem naukowym wywarł Hugo Steinhaus, wuj jego żony.

### Publikacje książkowe (wybrane)
- Gramatyka francuska, Warszawa 1960 (wyd. 2 – 1961, wyd. 3 – 1965).
- Gramatyka włoska, Warszawa 1961 (wyd. 2 – 1963, wyd. 3 – 1966).
- Polska fonetyka i morfologia historyczna, Łódź 1965 (wyd. 2 – Warszawa 1975, wyd. 3 – 1983).
- Gramatyka hiszpańska, Warszawa 1966.
- Z zagadnień językoznawstwa ogólnego, Wrocław 1970.
- Fonética y morfología histórica del español, Kraków 1976 (wyd. 2 – 1989).
- Le latin classique, langue romane commune, Wrocław 1977.
- Praojczyzna Słowian, Wrocław – Warszawa – Kraków – Gdańsk – Łódź 1981, Zakład Narodowy im. Ossolińskich, ISBN 83-04-00763-0.
- De la préhistoire des peuples indo-européens, Kraków 1992, Nakładem Uniwersytetu Jagiellońskiego, ISBN 83-233-0512-9.
- Problemy językoznawstwa ogólnego, Wrocław 1996, Zakład Narodowy im. Ossolińskich, ISBN 83-04-04327-0.
- Wieża Babel, Wrocław – Warszawa – Kraków 1999, Zakład Narodowy imienia Ossolińskich, ISBN 83-04-04463-3.
- O pochodzeniu i dialekcie Kaszubów, Gdańsk 2002, Oficyna Czec, ISBN 83-87408-47-6.
- Przedhistoryczne migracje Słowian i pochodzenie języka staro-cerkiewno-słowiańskiego, Kraków 2004, PAU, ISBN 83-88857-79-7.

## Życie prywatne
Był ojcem Elżbiety Mańczak-Wohlfeld.